# Jenő Vincze
Jenő Vincze (Vršac, 20 novembre 1908 – Erlangen, 20 novembre 1988) è stato un calciatore e allenatore di calcio ungherese.

## Carriera
È molto conosciuto per la finale dei Mondiali 1938 con la Nazionale ungherese ed è considerato una leggenda dell'Újpest FC, uno dei club più titolati d'Ungheria. Dopo aver chiuso la carriera come giocatore diventò un allenatore di successo.

## Palmarès

### Calciatore
- Campionato ungherese: 2

Ujpest: 1934-1935, 1938-1939
- Coppa d'Ungheria: 1

Bocskay: 1929-1930

### Individuale
- Capocannoniere del campionato ungherese: 1

1930-1931 (20 gol)

## Statistiche

### Cronologia presenze e reti in nazionale
| Cronologia completa delle presenze e delle reti in nazionale ― Ungheria | Cronologia completa delle presenze e delle reti in nazionale ― Ungheria | Cronologia completa delle presenze e delle reti in nazionale ― Ungheria | Cronologia completa delle presenze e delle reti in nazionale ― Ungheria | Cronologia completa delle presenze e delle reti in nazionale ― Ungheria | Cronologia completa delle presenze e delle reti in nazionale ― Ungheria | Cronologia completa delle presenze e delle reti in nazionale ― Ungheria | Cronologia completa delle presenze e delle reti in nazionale ― Ungheria |
| Data                                                                    | Città                                                                   | In casa                                                                 | Risultato                                                               | Ospiti                                                                  | Competizione                                                            | Reti                                                                    | Note                                                                    |
| ----------------------------------------------------------------------- | ----------------------------------------------------------------------- | ----------------------------------------------------------------------- | ----------------------------------------------------------------------- | ----------------------------------------------------------------------- | ----------------------------------------------------------------------- | ----------------------------------------------------------------------- | ----------------------------------------------------------------------- |
| 1-6-1930                                                                | Budapest                                                                | Ungheria                                                                | 2 – 1                                                                   | Austria                                                                 | Amichevole                                                              | -                                                                       |                                                                         |
| 14-1-1934                                                               | Francoforte sul Meno                                                    | Germania                                                                | 3 – 1                                                                   | Ungheria                                                                | Amichevole                                                              | -                                                                       |                                                                         |
| 25-3-1934                                                               | Sofia                                                                   | Bulgaria                                                                | 1 – 4                                                                   | Ungheria                                                                | Qual. Mondiali 1934                                                     | -                                                                       |                                                                         |
| 15-4-1934                                                               | Vienna                                                                  | Austria                                                                 | 5 – 2                                                                   | Ungheria                                                                | Amichevole                                                              | -                                                                       |                                                                         |
| 29-4-1934                                                               | Praga                                                                   | Cecoslovacchia                                                          | 2 – 2                                                                   | Ungheria                                                                | Coppa Internazionale 1933-1935                                          | -                                                                       |                                                                         |
| 27-5-1934                                                               | Napoli                                                                  | Ungheria                                                                | 4 – 2                                                                   | Egitto                                                                  | Mondiali 1934                                                           | 1                                                                       |                                                                         |
| 16-12-1934                                                              | Dublino                                                                 | Irlanda                                                                 | 1 – 4                                                                   | Ungheria                                                                | Amichevole                                                              | 1                                                                       |                                                                         |
| 14-4-1935                                                               | Zurigo                                                                  | Svizzera                                                                | 6 – 2                                                                   | Ungheria                                                                | Coppa Internazionale 1933-1935                                          | -                                                                       |                                                                         |
| 12-5-1935                                                               | Budapest                                                                | Ungheria                                                                | 6 – 3                                                                   | Austria                                                                 | Amichevole                                                              | -                                                                       |                                                                         |
| 19-5-1935                                                               | Parigi                                                                  | Francia                                                                 | 2 – 0                                                                   | Ungheria                                                                | Amichevole                                                              | -                                                                       |                                                                         |
| 6-10-1935                                                               | Vienna                                                                  | Austria                                                                 | 4 – 4                                                                   | Ungheria                                                                | Coppa Internazionale 1933-1935                                          | 2                                                                       |                                                                         |
| 10-11-1935                                                              | Budapest                                                                | Ungheria                                                                | 6 – 1                                                                   | Svizzera                                                                | Amichevole                                                              | 2                                                                       |                                                                         |
| 24-11-1935                                                              | Milano                                                                  | Italia                                                                  | 2 – 2                                                                   | Ungheria                                                                | Coppa Internazionale 1933-1935                                          | -                                                                       |                                                                         |
| 5-4-1936                                                                | Vienna                                                                  | Austria                                                                 | 3 – 5                                                                   | Ungheria                                                                | Amichevole                                                              | -                                                                       |                                                                         |
| 3-5-1936                                                                | Budapest                                                                | Ungheria                                                                | 3 – 3                                                                   | Irlanda                                                                 | Amichevole                                                              | -                                                                       |                                                                         |
| 27-9-1936                                                               | Budapest                                                                | Ungheria                                                                | 5 – 3                                                                   | Austria                                                                 | Coppa Internazionale 1936-1938                                          | -                                                                       |                                                                         |
| 4-10-1936                                                               | Bucarest                                                                | Romania                                                                 | 1 – 2                                                                   | Ungheria                                                                | Amichevole                                                              | -                                                                       |                                                                         |
| 2-12-1936                                                               | Londra                                                                  | Inghilterra                                                             | 6 – 2                                                                   | Ungheria                                                                | Amichevole                                                              | 1                                                                       |                                                                         |
| 6-12-1936                                                               | Dublino                                                                 | Irlanda                                                                 | 2 – 3                                                                   | Ungheria                                                                | Amichevole                                                              | -                                                                       |                                                                         |
| 9-1-1938                                                                | Lisbona                                                                 | Portogallo                                                              | 4 – 0                                                                   | Ungheria                                                                | Amichevole                                                              | -                                                                       |                                                                         |
| 16-1-1938                                                               | Lussemburgo                                                             | Lussemburgo                                                             | 0 – 6                                                                   | Ungheria                                                                | Amichevole                                                              | -                                                                       |                                                                         |
| 25-3-1938                                                               | Budapest                                                                | Ungheria                                                                | 11 – 1                                                                  | Grecia                                                                  | Qual. Mondiali 1938                                                     | 1                                                                       |                                                                         |
| 12-6-1938                                                               | Lilla                                                                   | Svizzera                                                                | 0 – 2                                                                   | Ungheria                                                                | Mondiali 1938                                                           | -                                                                       |                                                                         |
| 19-6-1938                                                               | Parigi                                                                  | Italia                                                                  | 4 – 2                                                                   | Ungheria                                                                | Mondiali 1938                                                           | -                                                                       |                                                                         |
| 12-11-1939                                                              | Belgrado                                                                | Jugoslavia                                                              | 0 – 2                                                                   | Ungheria                                                                | Amichevole                                                              | -                                                                       |                                                                         |
| Totale                                                                  |                                                                         | Presenze                                                                | 25                                                                      |                                                                         | Reti                                                                    | 8                                                                       |                                                                         |